# Шкурат Степан Йосипович
 Степа́н Йо́сипович Шкура́т (нар. 15 (27) грудня 1885, Кобеляки, нині Полтавської області — пом. 26 лютого 1973, Ромни Сумської області) — український актор театру і кіно. Заслужений артист РРФСР (1935). Народний артист УРСР (1971).

## Життєпис
Був батраком, пічником, досконало володів спеціальністю муляра. Ні акторської, ні музичної освіти не мав. З 1905 р. жив в місті Ромни Сумської області. З того ж року — артист самодіяльності, з 1910 р. — актор Роменського народного музично-драматичного театру (у 1925—30 Роменський пересувний робітничо-селянський театр). У 1918 р. брав участь у будівництві пам'ятника Тарасу Шевченку і пам'ятника «Жертвам революції» в Ромнах.

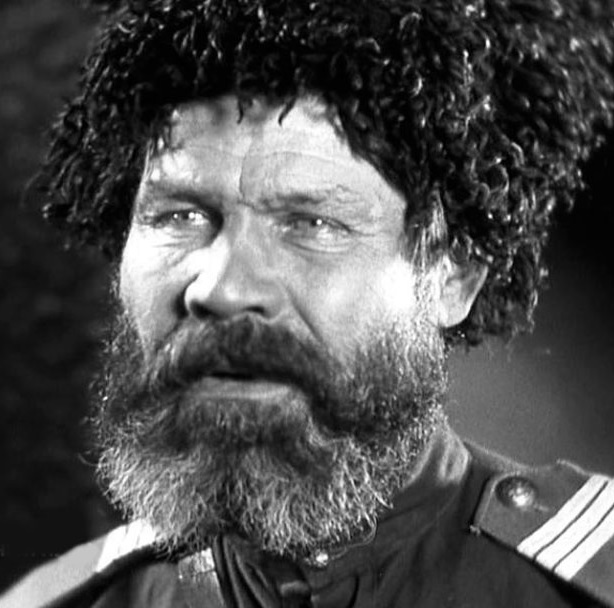
Степан Шкурат у фільмі «Чапаєв» (1934)

1928 року прямо з депо, де працював, був відкликаний режисером Іваном Кавалерідзе до Одеси для зйомок у дебютному фільмі Кавалерідзе «Злива», в якому Шкурат виконав роль Івана. 1929 року познайомився з режисером Олександром Довженком, який запросив його на роль Опанаса Трубенка у фільмі «Земля». Актор так входив в образ, що плакав на зйомках похорону сина Опанаса Василя, як на справжньому похороні, і не слухав напученням, що це тільки акторська гра. Довженко вважав Шкурата уособленням образу українського селянина і знімав його далі: у фільмах «Іван» (1932), «Аероград» (1935), «Щорс» (1939).
Однією з помітних робіт актора стала роль денщика Потапова у фільмі братів Васильевих «Чапаєв» (1934). 1935 року Шкурат став народним артистом РРФСР. Того ж року Іваном Кавалерідзе запросив його на зйомки фільму «Наталка-полтавка» (по опері Миколи Лисенка) на «молоду» для нього роль Миколи. Степан Йосипович довго сумнівався. Потім, порадившись з Кавалерідзе, погодився. Фільм вийшов 1936 року і 21 день не сходив з екранів в США, що було своєрідним рекордом. Проти його участі у фільмі-опері того ж Кавалерідзе «Запорожець за Дунаєм» (по однойменній опері Семена Гулак-Артемовского) були деякі заперечення — хотіли узяти оперного співака, але Шкурат пройшов спеціальний оперний курс навчання, витримав іспит і у результаті отримав роль. Таку могутню дію надавав його драматичний талант і голос.
Після війни Степан Шкурат знімався мало. В основному, в епізодах. Останньою помітною його роботою стала роль Явтуха в екранізації гоголівського «Вія».
До кінця життя Шкурат співав у роменському хорі та, незважаючи на старечу неміч, їздив на гастролі до Сум і Києва. Любив співати і в крузі близьких — збиралася в будинку вся сім'я, сідали за стіл — і Степан Йосипович заспівував свою улюблену пісню — «Ой, летів орел!»
Дружина Глікерія в шлюбі народила 13 дітей. Після її смерті Степан Йосипович затужив — ходив на берег річки, довго дивився на воду. Там і застудився, захворів на запалення легенів і помер 26 лютого 1973 р., переживши дружину всього на півроку.

## Фільмографія
- 1928 — «Злива»  (Іван)
- 1930 — «Земля»  (Опанас Трубенко)
- 1930 — «Вовчі стежки»
- 1931 — «Штурмові ночі»
- 1932 — «Іван»  (Губа)
- 1934 — «Чапаєв»  (денщик Потапов)
- 1935 — «Аероград»  (Худяков)
- 1936 — «Наталка-полтавка» (по опері Н.Лисенко) (Микола)
- 1937 — «Запорожець за Дунаєм»
- 1939 — «Вершники»  (Недоля)
- 1939 — «Щорс»  (дід Прокопенко)
- 1939 — «Кубанці»  (Ілля)
- 1940 — «Травнева ніч»  (Голова)
- 1951 — «Тарас Шевченко»  (бандурист-кріпак)
- 1954 — «Тривожна молодість»
- 1955 — «Педагогічна поема»
- 1956 — «Полум'я гніву»
- 1956 — «Коні не винні »
- 1957 — «Дорогою ціною»
- 1957 — «Ластівка»
- 1958 — «Повість наших днів»
- 1959 — «Літа молодії»
- 1960 — «Люди моєї долини»
- 1961 — «Українська рапсодія»
- 1961 — «Повія»
- 1967 — «Вій»  (Явтух)